# Johann Anton Rebholz
Johann Anton Rebholz (* 18. Juni 1914 in Basel; † 31. Dezember 2000 ebenda) war ein Schweizer Grafiker und Maler. Sein Werk umfasst Grafiken, Zeichnungen, Porträts, Landschaftsbilder und Stillleben. Er war ein Gründungsmitglied der Basler Künstlergruppe Kreis 48.

## Leben und Werk
Johann Anton Rebholz war der jüngste Sohn des Paul Rebholz (1869–1945) und der Maria, geborene Gabele (1873–1945). Anton Gabele war sein Onkel.
Rebholz älterer Bruder Paul musste während des Ersten Weltkriegs Wehrdienst in Deutschland leisten und fiel auf dem Schlachtfeld. Der Bruder Karl zog nach Indonesien und galt als verschollen. So wuchs Rebholz nur mit seinem Bruder und späteren renommierten Kauf- und Geschäftsmann Willy (1900–1982) im Gundeldinger-Quartier auf. Willy hatte eine ausgesprochen literarische Neigung und pflegte engen Kontakt zu Hermann Hesse.
Rebholz ging bereits in jungen Jahren seinen künstlerischen Neigungen nach. In der Folge liess er sich an der Allgemeinen Gewerbeschule Basel zum Grafiker ausbilden. Anschliessend hielt er sich wie viele seiner Basler Künstlerkollegen für längere Zeit in Paris auf. Dort besuchte er öfters den Louvre, wo er sich für die Mona Lisa begeisterte. Fortan war Rebholz bei jedem Porträt, das er malte, auf der Suche nach dem «Ewigen», demjenigen «Etwas», das alle Menschen unsichtbar verbindet. Seine hohen Ansprüche führten oft dazu, dass er angefangene Werke unvollendet liess und wieder von Neuem zu malen begann. Zudem signierte und datierte er seine Bilder nur selten.
Zu seinen engsten Künstlerfreunden zählten der Bildhauer Peter Moilliet und die Maler Max Kämpf und Romolo Esposito. Dessen Schwester Elena war eine stadtbekannte Schönheit und wurde von ihrem jungen Verehrer Rebholz porträtiert. Anders als seine beiden Malerfreunde arbeitete Rebholz mehrheitlich nicht spontan drauf los, sondern überlegte und skizzierte lange, bevor er zu malen anfing.
Da Rebholz in jungen Jahren mittellos war, erlaubte ihm Martin Alfred Christ, seine Malkurse zu besuchen, die er in den 1950er-Jahren an der Allgemeine Gewerbeschule Basel gab. Dort lernte er 1953 seine Muse und spätere Malerin und Grafikerin Yvonne, geborene Binz (1931–2012) kennen und lieben. Im gleichen Jahr heiratete das Paar. Zusammen hatten sie die Tochter Eva-Maria. 1965 liess sich das Ehepaar scheiden. Kurz darauf heiratete Rebholz die Witwe Elisabeth Abderhalden-Flückiger. Sie brachte drei Kinder mit in die Ehe. Später kam ihr gemeinsamer Sohn Paul zur Welt.
In den wenigen Abwesenheiten von Martin Alfred Christ durfte Rebholz die mehrheitlich von Frauen besuchten Malkurse leiten. Mit der Malschülerin Suzanne Schaub, die ihm öfters Modell sass, verband ihn eine lebenslange kameradschaftliche Freundschaft.
Eine andere Schülerin, die er verschiedentlich porträtierte, war Albert Burckhardts Tochter und spätere Malerin und Kunsthandwerkerin Gertrud Oettinger-Burckhardt. Sie war eine frühere Schülerin von Fritz Baumann und vermittelte Rebholz den Kontakt zum Basler Daig. In der Folge erhielt er zahlreiche lukrative Aufträge für weitere Porträts, die er im impressionistischen Stil malte, u. a. von Hans U. Christen, Paul Kielholz und Adolf Portmann. Vom Porträt des Letzteren erwarb der Kunstkredit Basel-Stadt eine Fassung. Zudem porträtierte Rebholz seine Malerfreunde wie Max Kämpf und Carlo König. Romolo Esposito, Gertrud Oettinger-Burckhardt und Rebholz hielten sich oft zum Malen in der Petite Camargue Alsacienne auf.
Rebholz war ein grosser Bewunderer von Paul Cézanne und von Giorgio Morandi. 1948 war er ein Mitbegründer der Künstlervereinigung Kreis 48. Die erste Gruppenausstellung erfolgte 1948 in der Galerie von Ernst Beyeler an der Bäumleingasse.

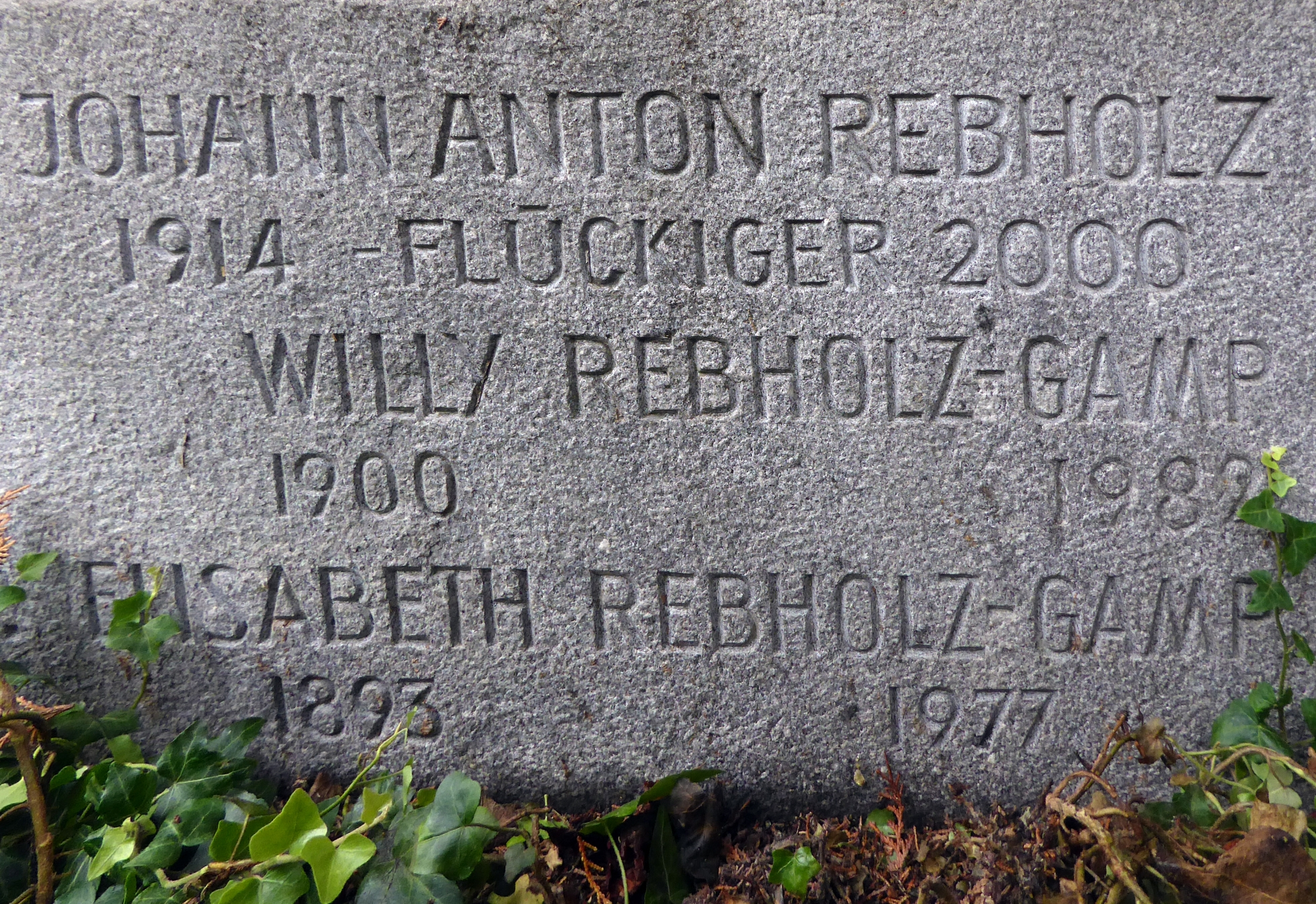
Grab auf dem Wolfgottesacker in Basel.

Rebholz erhielt 1945, 1956 und 1954 ein Eidgenössisches Kunststipendium. Zudem nahm er regelmässig an den Ausschreibungen des Kunstkredits Basel-Stadt sowie an den Weihnachtsausstellungen der Basler Künstler teil. Seine Werke stellte er auch in der «Galerie Riehentor» bei Trudl Bruckner und in der «Galerie Atrium» bei Dorette und Heinz Dürsteler aus.
Als introvertierter Mensch lebte und malte Rebholz zurückgezogen. Er hatte ein Atelier am Rhein, ein zweites am Luftgässlein und ein drittes in der St. Alban-Vorstadt sowie eines im Künstlerhaus. Da er über eine ausufernde Sammelleidenschaft verfügte, dienten die Ateliers auch als persönliche Archivlager.
Je älter Rebholz wurde, desto mehr erschwerten wiederkehrende Depressionen seinen Alltag. In den letzten Lebensjahren erkrankte er an der Alzheimerkrankheit. Johann Anton Rebholz fand seine letzte Ruhestätte auf dem Wolfgottesacker in Basel.
Nach Rebholz Tod wurden einige der schönsten Landschafts- und Stillleben schnell veräussert – zum Teil sind die Käufer nicht mehr eruierbar. Einige wenige «klassische» Landschaftsbilder sind dennoch erhalten. Sein Neffe, der Maler und Musiker Jürg Gabele (1949–2016), der viele Jahre im Kanton Jura lebte, verwaltete Rebholz’ Nachlass.
2008 fand in Delémont in der Galerie Paul-Bovée eine Retrospektive statt. Zu diesem Anlass erschien die französische/deutsche Monografie Johann Anton Rebholz 1914–2000.